# Antivalor

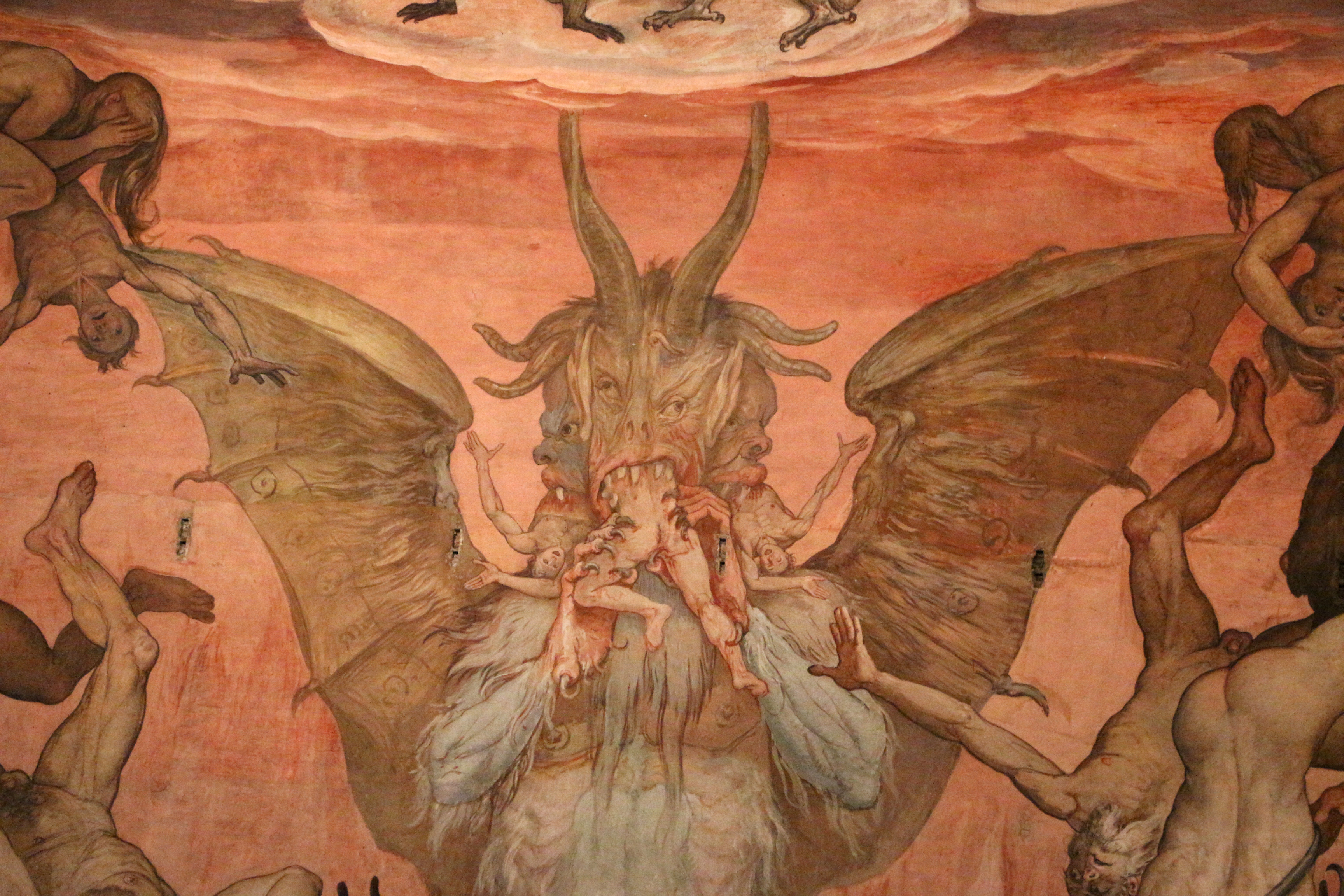
Representación de Satanás por Federico Zuccari en el fresco "El juicio final" del Duomo de Florencia.

El antivalor (formado por el griego ἀντί- "en contra", y valor formado por el verbo latín valere que significa "ser fuerte" y el sufijo -or que indica efecto o resultado: el "efecto de ser fuerte") es un neologismo axiológico que se caracteriza por tener un valor contrario u opuesto a un valor dado.
Si bien muchos individuos estiman determinados valores, éstos no son siempre compartidos por todos ellos, sino que pueden variar de una persona a otra, de un grupo social a otro, o de una cultura a otra. En este sentido, lo que en un contexto dado se considera como un valor positivo, en otro contexto puede ser tomado como un valor negativo o antivalor.
A pesar de que los antivalores indican conceptos ampliamente rechazados por la humanidad también sirven como referentes antropológicos de aquello que se desprecia.
Ejemplos ampliamente reconocidos como antivalores son el conflicto, la alienación o la prohibición.
Un caso paradigmático de antivalor es el del Diablo, que representa el máximo antivalor.